# Heinrich Kapmeier
Heinrich Ernst Wilhelm Kapmeier (* 10. Oktober 1871 in Achum; † 31. Januar 1948 in Beeke) war ein deutscher Politiker (SPD).

## Leben
Kapmeier absolvierte eine Bergarbeiterlehre und arbeitete im Anschluss als Bergmann in Beeke. Von Dezember 1918 bis März 1919 war er Mitglied des Landesrates (provisorische Landesregierung) in Schaumburg-Lippe und von März 1919 bis August 1924 sowie erneut von 1928 bis zu seiner Amtsenthebung durch die Nationalsozialisten im März 1933 Mitglied der Landesregierung des Freistaates Schaumburg-Lippe. 1924 rückte er für den ausgeschiedenen Abgeordneten Heinrich Böhning in den Landtag des Freistaates Schaumburg-Lippe nach, dem er mit kurzer Unterbrechung im Jahre 1925, bis 1933 angehörte.
Heinrich Kapmeier war seit 1898 verheiratet. 1911 heiratete er ein zweites Mal.